# 山陰義塾

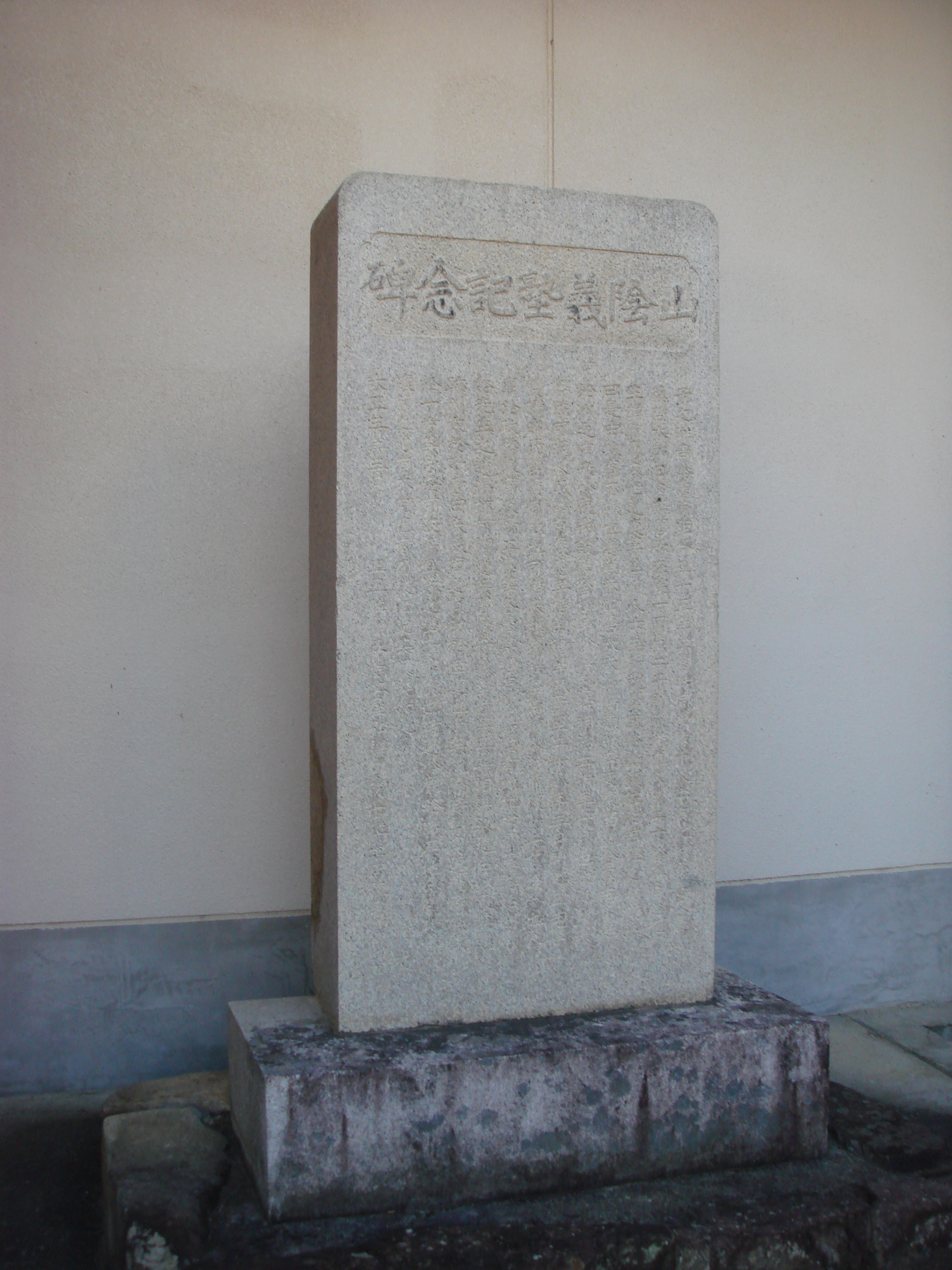
八鹿小学校に建つ山陰義塾の石碑

山陰義塾（さんいんぎじゅく）は、兵庫県養父郡八鹿村（現・養父市）にかつて存在した日本の私立学校（私塾）。養父郡朝倉村（現・養父市）の佐伯理之助、米里村（現・養父市）の米田喜太夫、八鹿村の小島禎助により、1887年（明治20年)4月に設立された。

## 概要
池田草庵の門人が数多く創立に関わっている。小学校4年を卒業したものが、初等科4年 、高等科3年の合計7年間勉強する学校であったとされる。
創立時の塾長は建屋村の北村寛殻で、屋岡小学校の校舎を借りて開校し、2人の教師が招かれて漢学・英語・数学の3科目が教えられた。1889年（明治22年）からは普通教科全般を教えた。
1890年（明治23年）には城崎町の斎藤哲太郎が塾長に就任した。
しかし、財政難のため、1895年（明治28年）に閉校となった。8年間に学んだ生徒数は1000人を超えたとされる。山陰義塾は閉校となったが、1897年(明治30年)には兵庫県簡易蚕業学校が創立した。